# オーギュスタン美術館
オーギュスタン美術館（Musée des Augustins de Toulouse）は、フランスのトゥールーズにあるゴシック様式の修道院に設置された美術館である。 
フランスで最も重要な中世の彫刻の豊富なコレクションと、中世から19世紀までの絵画を所蔵している。

## コレクション
オーギュスタン美術館は、当初グエルチーノ、ペルジーノ、ピーテル・パウル・ルーベンス、
フィリップ・ド・シャンパーニュ等のコレクション約600点から始まり、その後、ドミニク・アングル、
アンソニー・ヴァン・ダイク、ウジェーヌ・ドラクロワ、ジャン＝バティスト・カミーユ・コロー、ギュスターヴ・クールベ、
ジャン＝ポール・ローランスによる作品が拡充された。
現在約4000のアイテムで構成されている。

## ギャラリー

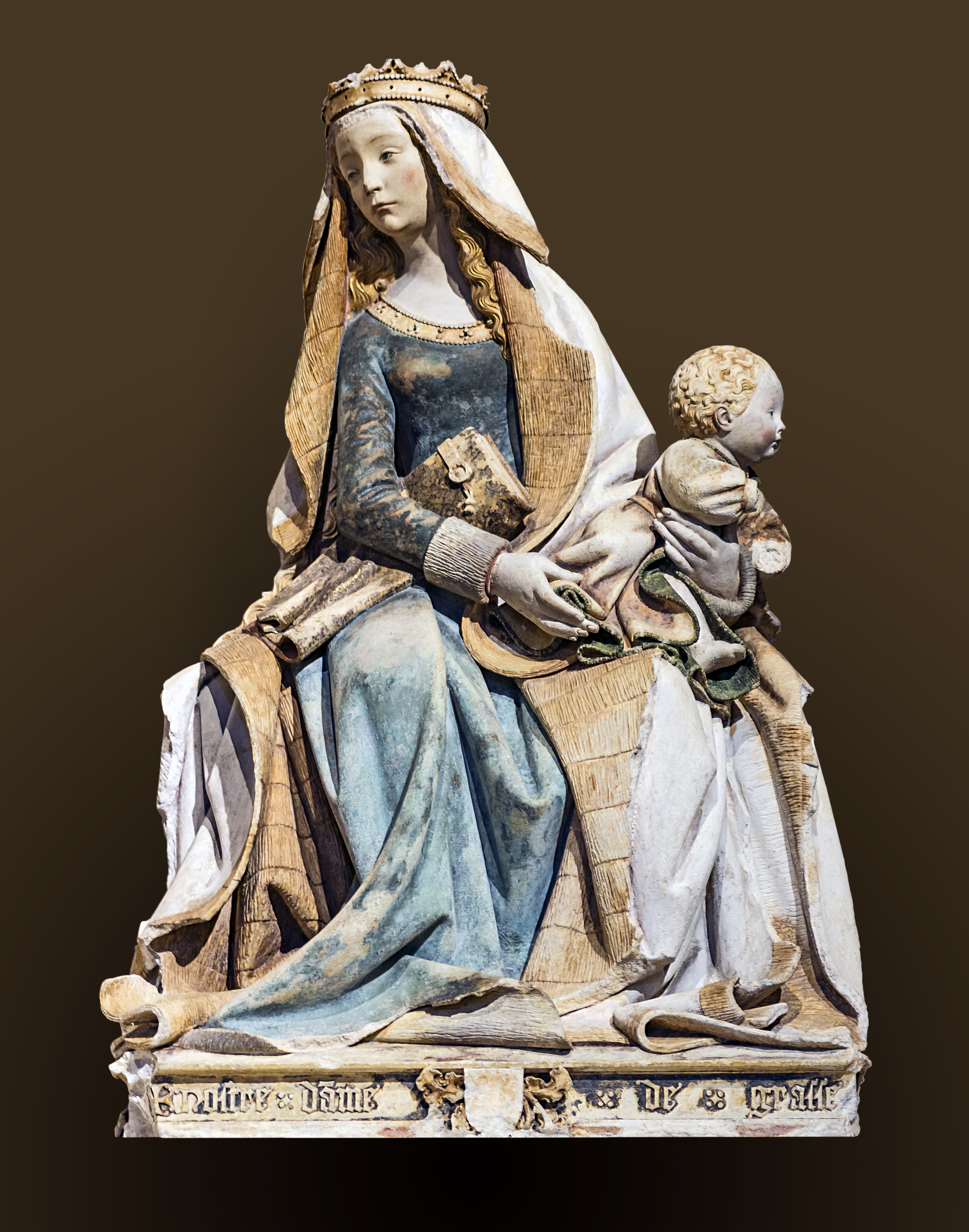
Notre-Dame de Grasse
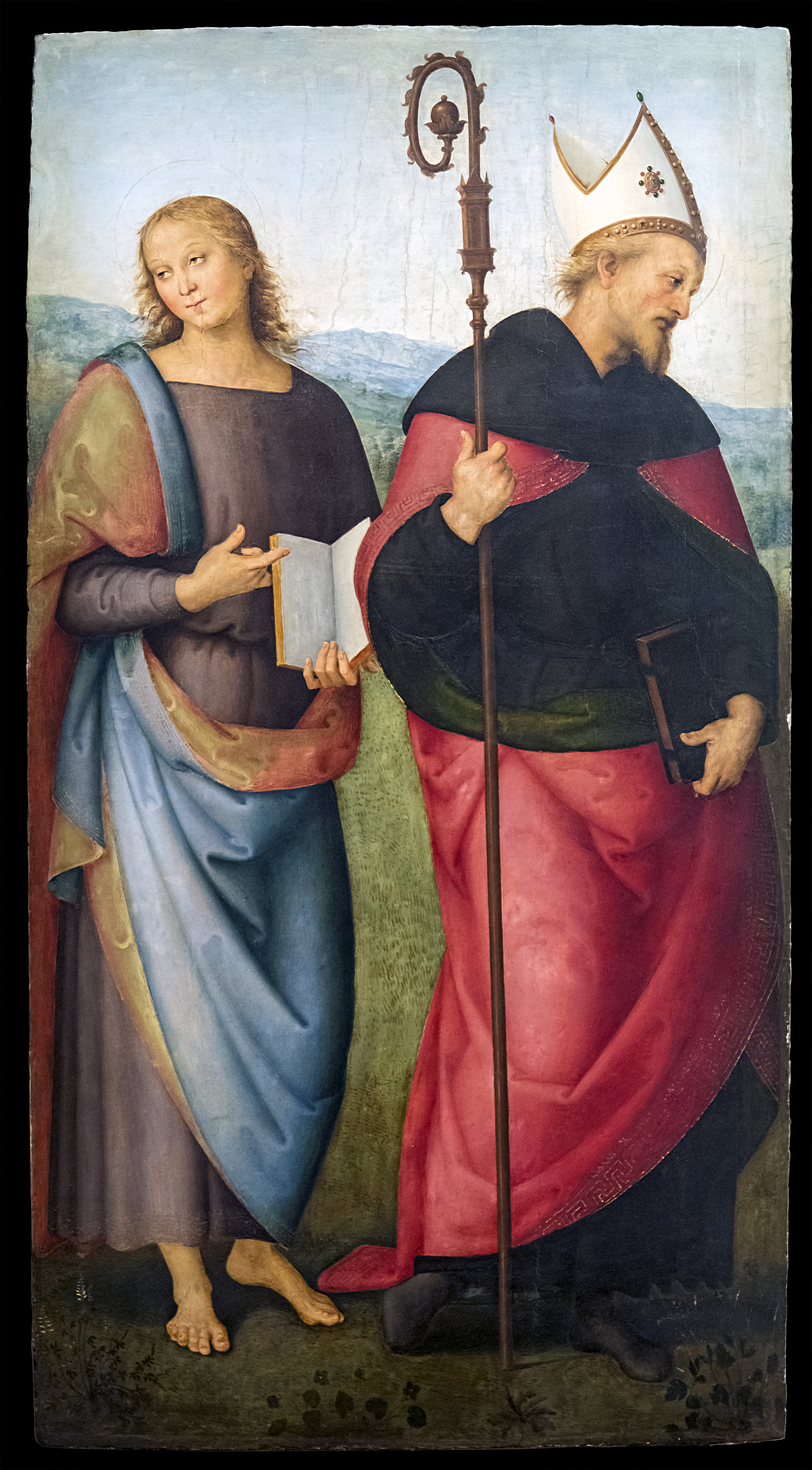
ペルジーノ: Altar dos Agostinhos（一部）, 1506-1510
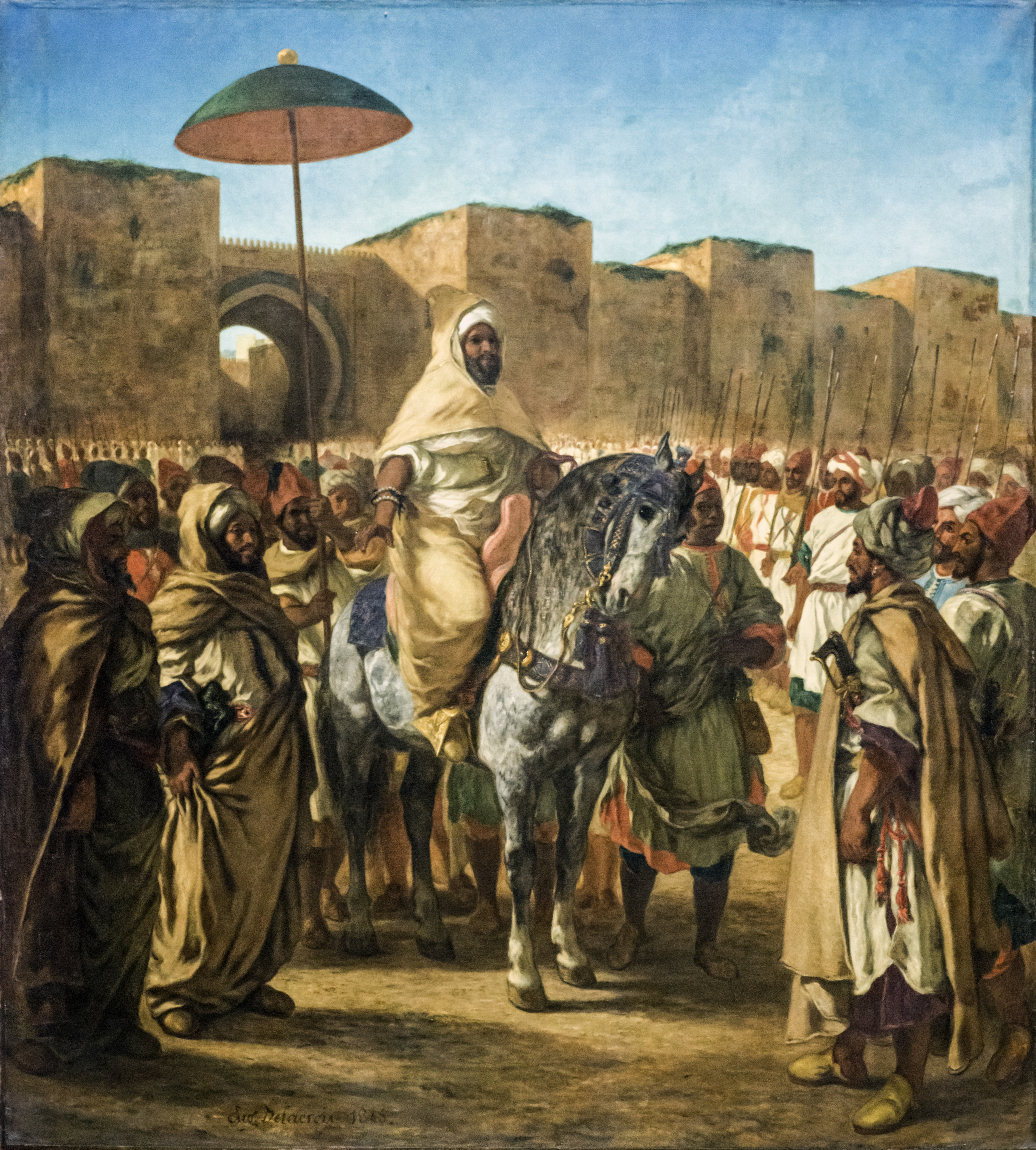
ウジェーヌ・ドラクロワ: モロッコのスルタン(Le Sultan du Maroc entouré de sa garde), 1845
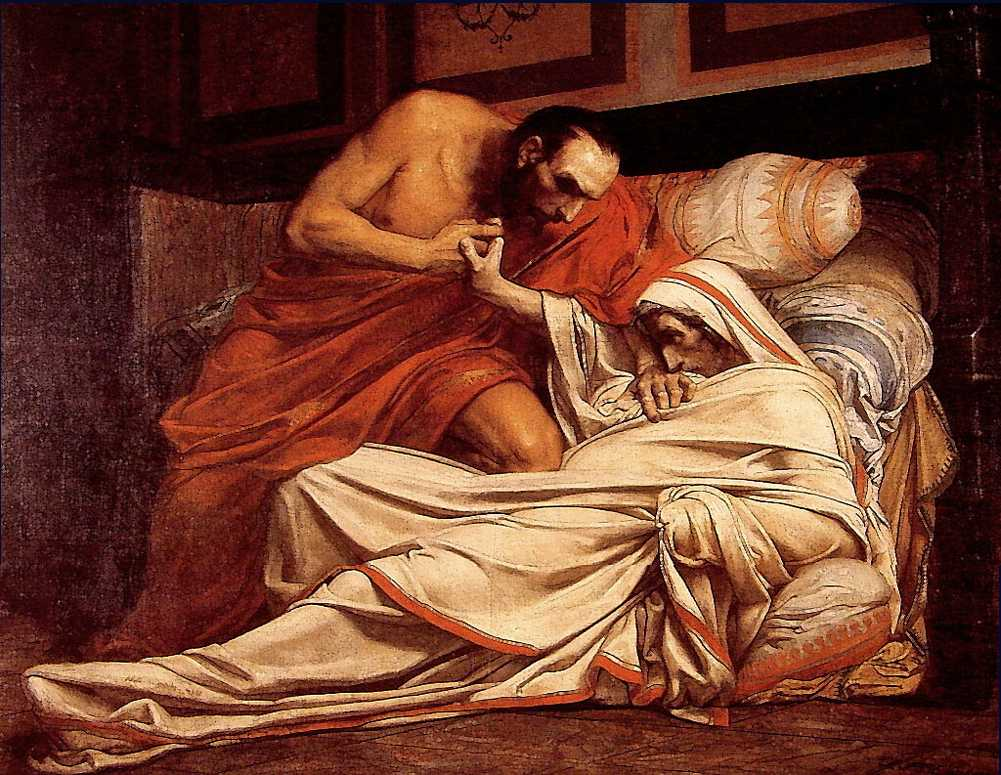
ジャン＝ポール・ローランス: Morte de Tibério, 1864
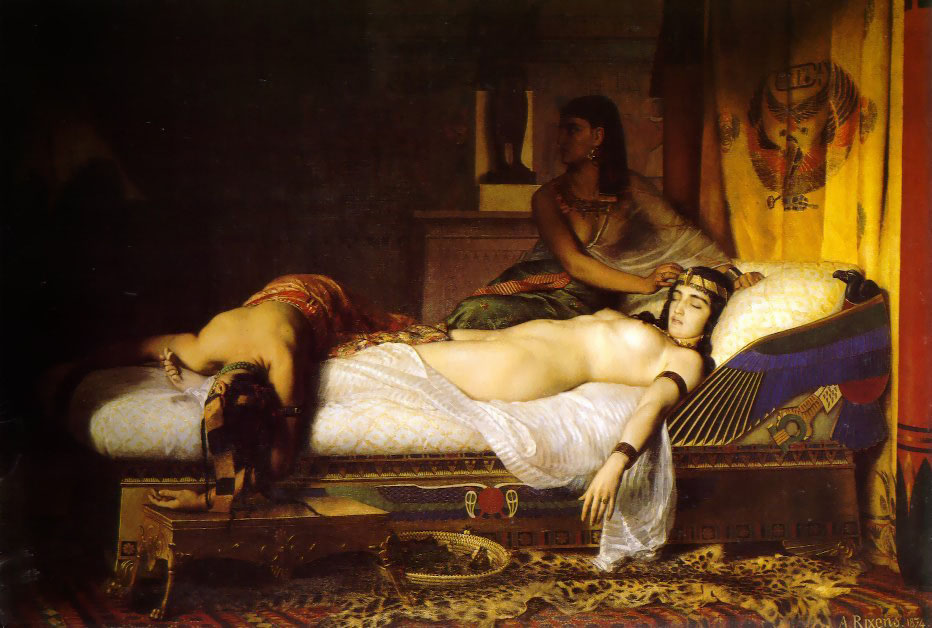
ジャン＝アンドレ・リクセン: クレオパトラの死, 1874
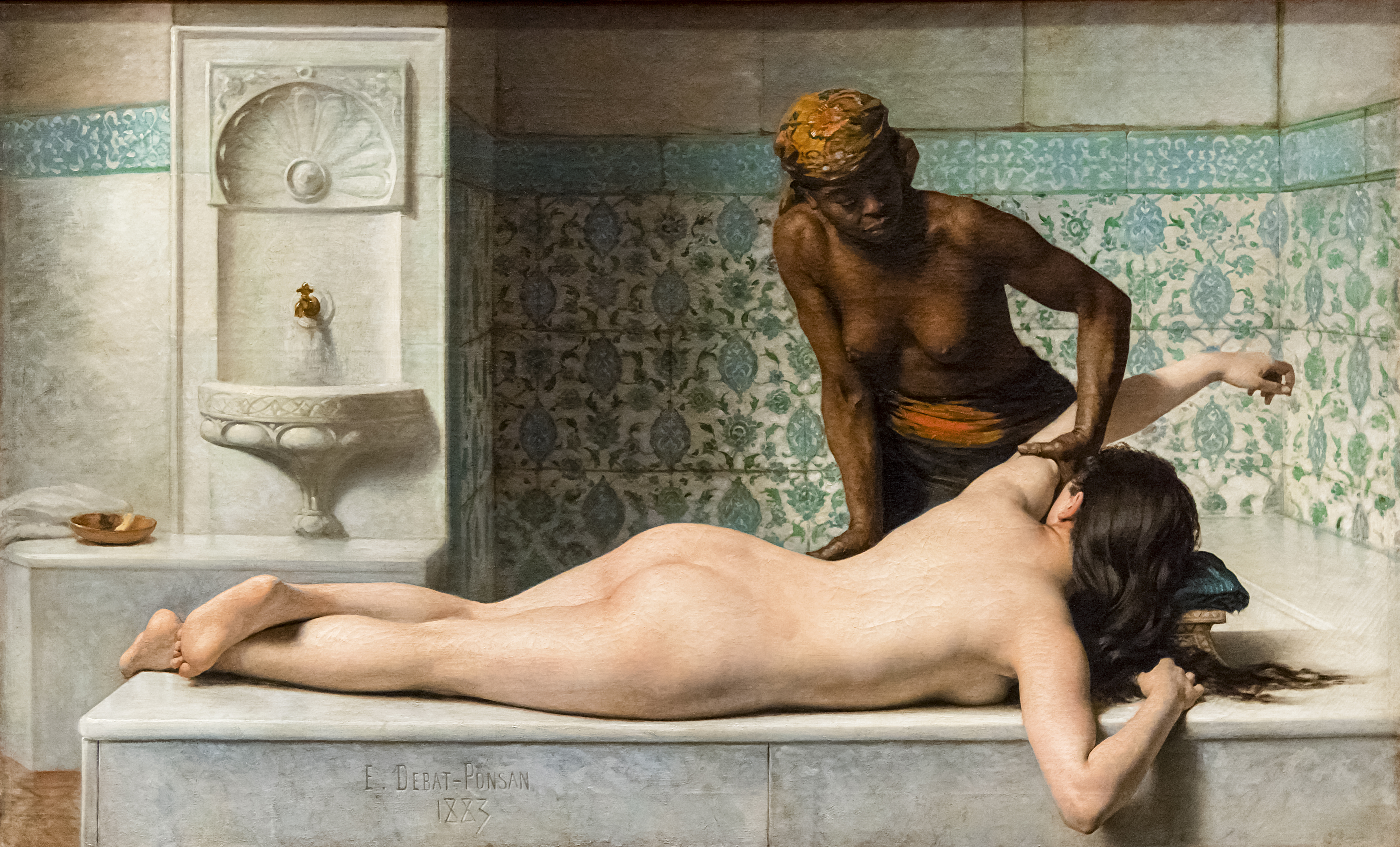
エドゥアール・ドゥバ＝ポンサン: ハンマームのマッサージ, 1883